# Grb Občine Središče ob Dravi
Grb Občine Središče ob Dravi je upodobljen na ščitu, ki je razdeljen v dve polovici. Čez spodnjo, srebrno polovico je poševno  potegnjen od desne na levo modri pram, v katerem sta dva srebrna kolobarja, dva srebrnasta kolobarja sta tudi pod pramom, eden pa nad pramom. Zgornja polovica ščita je modre barve in je vertikalno razdeljena z rdečim pramom na dve enaki polovici. V vsaki polovici so narisani po trije zeleni topoli, nad njimi pa  je narisana zvezda z osmimi kraki. 
Najstareši odtis središkega grba izvira iz leta 1564. Vtisnjen je v zelenkasti pečatni vosek, ki visi na svilnati, rdeče rumeni spleteni vrvici, s katero je sešit zapisnik Cocljevih srediških posestev iz leta 1579.